# Dominicas de Santa Catalina de Sena
La Congregación de las Dominicas de Santa Catalina de Sena es un instituto religioso católico femenino, de vida apostólica y de derecho pontificio, fundado por el dominico colombiano Saturnino Gutiérrez, en Villa de Leyva, en 1880. A las religiosas de este instituto se les conoce como dominicas de Santa Catalina y posponen a sus nombres las siglas O.P.

## Historia
La congregación fue fundada por el sacerdote dominico Saturnino Gutiérrez, profesor de la Universidad de Santo Tomás en Bogotá, quien luego de la supresión de la orden en Colombia, instituyó en 1872, un colegio de niñas en la localidad de Villa de Leyva (Boyacá). La educación la dejó en manos de un grupo de terciarias dominicas seculares. El 18 de febrero de 1880, a la cabeza de Gabriela Durán Párraga, este grupo de terciarias se constituyó en una congregación religiosa de derecho diocesano.
La congregación fue agregada a la Orden de los Predicadores en 1910 y recibió la aprobación pontificia mediante decretum laudis, del 29 de julio de 1912, del papa Pío X.

## Organización
La Congregación de las Dominicas de Santa Catalina de Sena es una instituto religioso de derecho pontificio, internacional y centralizado, cuyo gobierno es ejercido por una superiora general. La sede central se encuentra en Bogotá (Colombia).
Las dominicas de Santa Catalina se dedican a la educación, visten un hábito de color blanco y velo negro y forman parte de la familia dominica. En 2017, el instituto contaba con 331 religiosas y 49 comunidades, presentes en Brasil, Colombia, Costa Rica, Cuba, Ecuador, Nicaragua, Perú, República Democrática del Congo y Venezuela.